# Debian GNU/Plan9
Debian GNU/Plan9 (nebo také Debian GNU/9front, případně Debian GNU/p9p) byl zamýšlený port prostředí a funkcionality operačního systému Debian GNU/Linux, který byl určen pro jádro Plan9 / 9front . Projekt měl ověřit realizaci myšlenkového konceptu přenesení prostředí operačního systému Debian GNU/Linux do prostředí Plan9 / 9front za použití linuxemu (Linux Emulation) . Linuxemu je program, který dokáže spouštět binární soubory ve formátu Linux/ELF (i386) na jádře Plan9 / 9front. Linuxemu původně vyvinul Russ Cox a následně ve vývoji pokračoval Cinap Lenrek . Během vývoje portu Debian GNU/Plan9 (Debian GNU/9front) se využívaly výsledky celé řady dalších projektů:
- Plan9front / 9front / p9p – nezávislá vývojová větev Plan 9, která rozšiřuje distribuci Plan 9 o podporu procesorových platforem AMD64, ARM, ARM64 a MIPS, obsahuje také řadu dalších vylepšení [4]
- 9atom – nezávislá vývojová větev Plan 9, která rozšiřuje distribuci Plan 9 o jádra i386 PAE a AMD64, obsahuje také řadu dalších vylepšení [5]
- linuxemu – Linux Emulation, program, který dokáže spouštět binární soubory ve formátu Linux/ELF (i386) na jádře Plan9
- plan9port – Plan 9 from User Space přenáší prostředí Unix / POSIX do Plan9 [6]
- Glendix – minimalistická Linux distribuce, která obsahuje Plan 9 User Space [7]
- Clive – operační systém na bázi Plan 9 [8]
- Harwey OS – operační systém (nejen) na bázi Plan 9 [9]
- Inferno – operační systém pro vytváření a podporu distribuovaných služeb

Nový port měl zahrnovat standardní nástroje specifické pro Debian:
- dpkg
- APT
- kompletní základní systém Debian GNU/Linux přenesený do Plan9 / 9front

## Historie
Důvodem vzniku portu Debian GNU/Plan9 bylo přenesení prostředí a funkcionality Debian GNU/Linux na jádro Plan9 / 9front tak, aby uživatelé a vývojáři měli na této platformě k dispozici nástroje a aplikace, na které jsou zvyklí z prostředí Debian GNU/Linux. Projekt dospěl do realizační fáze. Poslední dostupná verze tohoto portu stále vychází z dnes již archaické verze Debian GNU/Linux 3.1 (Sarge).
Projekt byl vývojáři nakonec opuštěn a jeho vývoj byl ukončen. Oficiální označení nebylo nikdy zavedeno. Lze ale předpokládat, že by byl tento port ve své době označen jako plan9-i386, 9front-i386 nebo případně p9p-i386.
Vývoj Plan9front / 9front / p9p (a fork of the Plan 9 from Bell Labs) je nicméně nadále aktivní. Sice využívá některé komponenty z Debian GNU/Linux,[zdroj⁠?!] ale vývoj samotný a výsledné distribuce již jdou svou vlastní cestou nezávisle na projektu Debian. Plan9front / 9front / p9p je dnes dostupný i na další procesorové platformy (vedle i386 i pro AMD64, ARM, ARM64 a MIPS).

## Komponenty
Základní systémové komponenty obsahovaly GNU Compiler Collection (GCC), GNU C Library (glibc) a GNU Core Utilities (coreutils), ale také GNU Debugger (GDB), GNU binutils (binutils), Bash (příkazový shell). Port měl být k dispozici pro procesorovou platformu Intel (i386).

## Vývojáři
Vývoj portu Debian GNU/Plan9 (Debian GNU/9front), lépe řečeno jeho myšlenkový koncept, inicioval Raul Miller . Na samotném vývoji se podílela celá řada dalších vývojářů:
- skupina vývojářů projektu 9front [13]
- cinap_lenrek
- Julius Schmidt